# Tim W. Dornis
Tim W. Dornis ist ein deutscher Rechtswissenschaftler.

## Leben
Von 1995 bis 1999 studierte er Rechtswissenschaft und Volkswirtschaft an der Universität Tübingen (erstes juristisches Staatsexamen im Juni 1999). Von 1999 bis 2001 absolvierte er das Referendariat am Landgericht Tübingen mit Wahlstation bei Clayton Utz Lawyers, Sydney (zweites juristisches Staatsexamen am OLG Stuttgart). Von 2002 bis 2003 absolvierte er ein LL.M.-Studium an der Columbia University mit anschließendem Erwerb der Anwaltszulassung (attorney-at-law) im US-Bundesstaat New York. Nach der Promotion 2004 in Tübingen bei Wolfgang Ernst war er mehrere Jahre als Rechtsanwalt sowie Richter tätig. In dieser Zeit begann er mit der Habilitation. Diese wurde während Forschungsaufenthalten an der Stanford Law School (J.S.M., 2009) und der NYU School of Law (Hauser Global Fellow, 2011) fertiggestellt. Von 2011 bis 2021 war er Professor für Bürgerliches Recht, Internationales Privat- und Wirtschaftsrecht sowie Rechtsvergleichung an der Leuphana Universität Lüneburg. Nach einem Ruf an die Juristenfakultät der Universität Leipzig im Jahr 2016 hat er seit 2021 den Lehrstuhl für Bürgerliches Recht und Gewerblichen Rechtsschutz an der Gottfried Wilhelm Leibniz Universität in Hannover inne. Seit 2018 ist Tim Dornis Global Professor of Law der NYU School of Law, seit 2021 zudem Titularprofessor der Universität Zürich.

## Schriften (Auswahl)
- Behind the Steele Curtain – An Empirical Study of Trademark Conflicts Cases, 1952-2016, 20 Vanderbilt Journal of Entertainment & Technology Law (Vand. J. Ent. & Tech. L.) 567-653 (2018).
- Wigmorian Copyright: Law, Economics, and Socio-Cultural Evolution, Intellectual Property Quarterly (IPQ) 2018, 159-180.
- Artificial Creativity: Emergent Works and the Void in Current IP Law, 22 Yale Journal of Law & Technology (Yale J. L. & Tech.) 2020, pp. 1-60.
- Standard-Essential Patents and FRAND Licensing – At the Crossroads of Economic Theory and Legal Practice, Journal of European Competition Law & Practice (J. Eur. Comp. L. & Pract./Oxford University Press) Vol. 10 (2020), 575-591.
- Artificial Intelligence and Innovation: The End of Patent Law As We Know It, 23 Yale Journal of Law & Technology (Yale J. L. & Tech.), 2020, 97-159.
- Kaufpreiszahlung auf Notaranderkonto. Erfüllung, Pfändung, Insolvenz. Köln 2005, ISBN 3-504-65123-7.
- Trademark and Unfair Competition Conflicts - Historical-comparative, Doctrinal, and Economic Perspectives. Cambridge 2017, ISBN 978-1-107-15506-0.
- mit Florian Keßenich und Dominik Lemke: Rechtswissenschaftliches Arbeiten. Ein Leitfaden für Form, Methode und Inhalt zivilrechtlicher Studienarbeiten. Tübingen 2019, ISBN 978-3-8252-5098-0.